# Tim Wafler

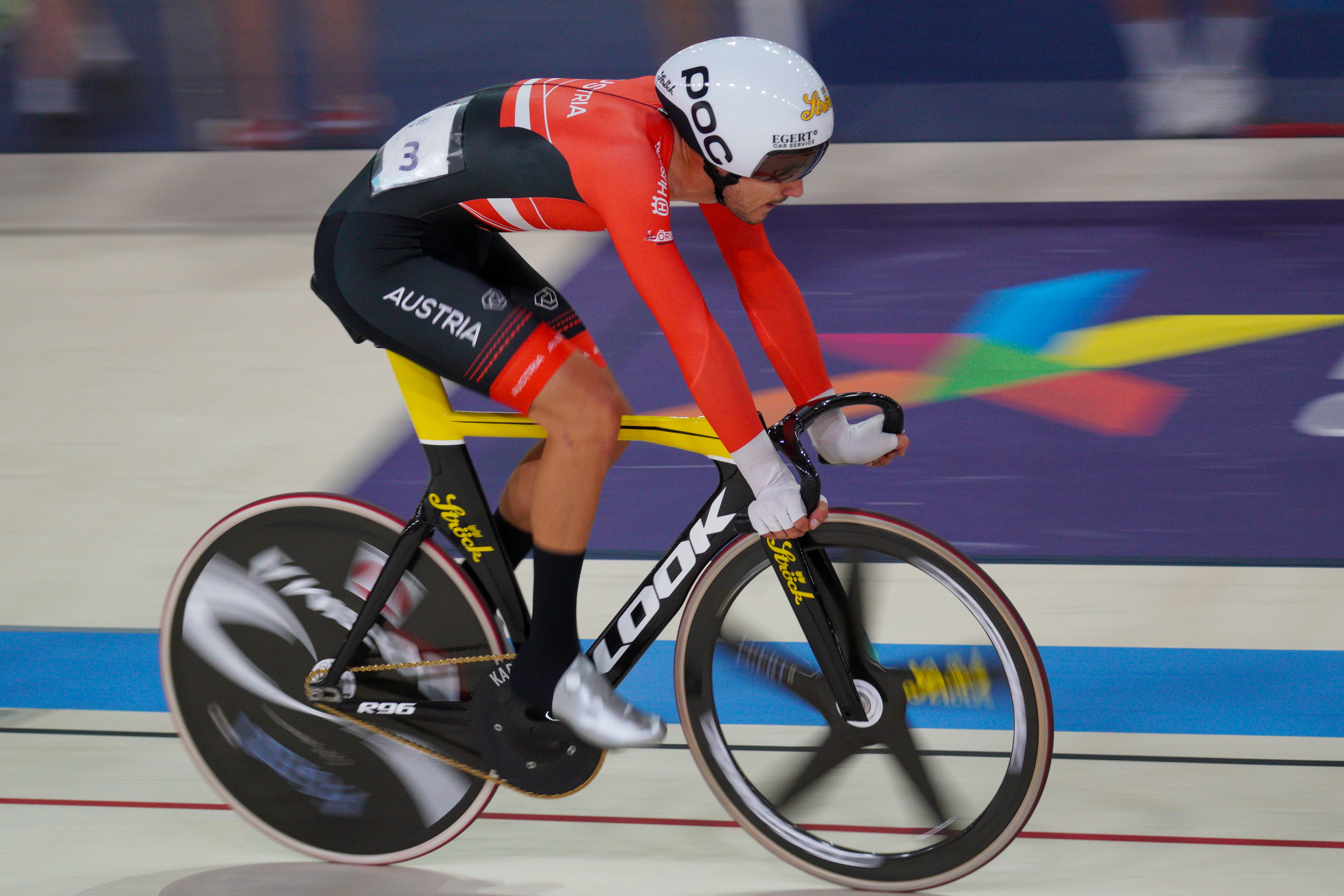
Wafler im Punktefahren des Omniums bei der EM 2022 in München

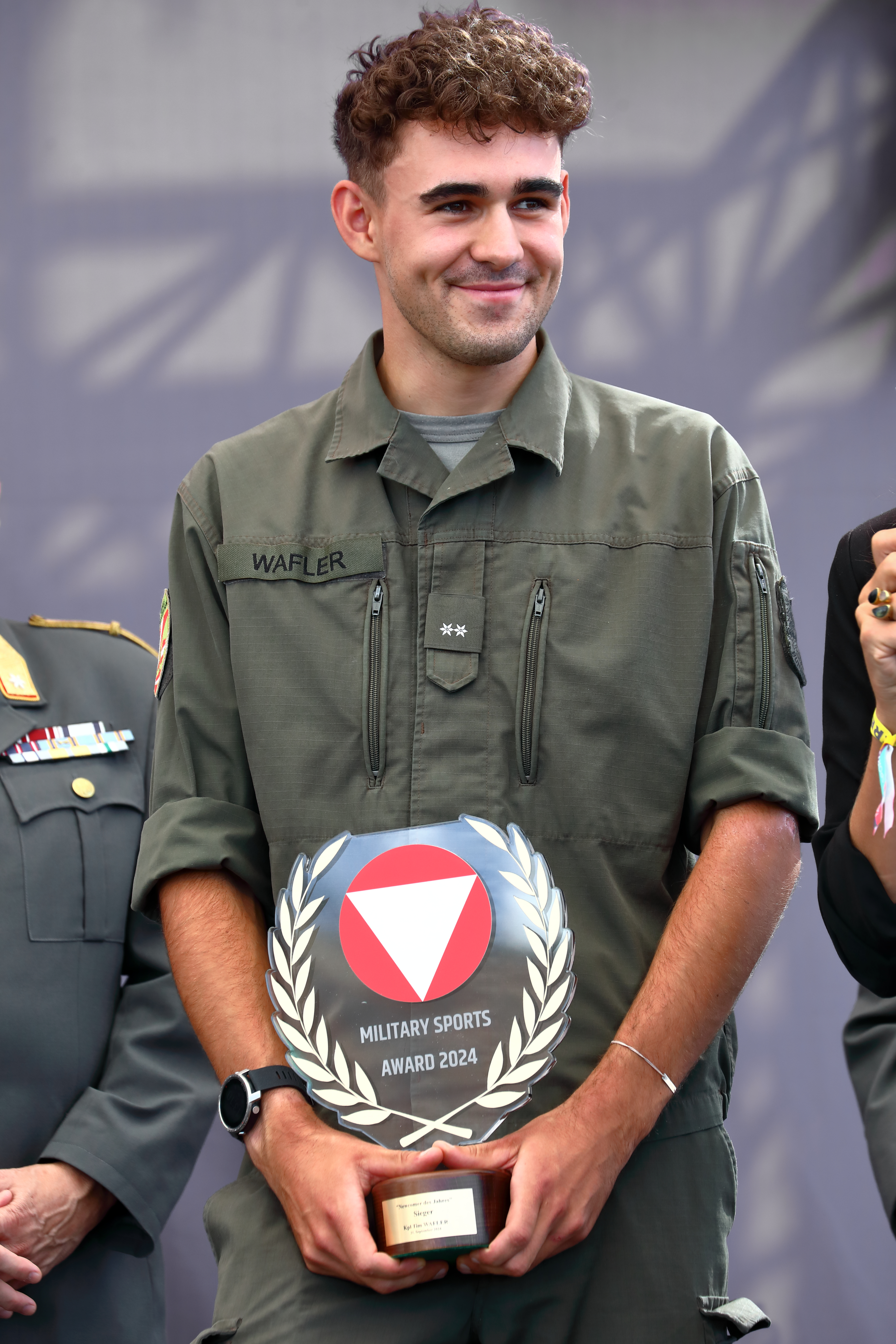
Tim Wafler bei der Entgegennahme des Military Sports Award 2024 in der Kategorie Newcomer des Jahres auf der Hauptbühne des Tags des Sports 2024

Tim Wafler (* 28. Januar 2002 in Kitzbühel) ist ein österreichischer Radrennfahrer, der Rennen auf Bahn und Straße fährt.

## Sportliche Laufbahn
Tim Wafler ist ein Sohn des ehemaligen Radrennfahrers Roland „Jimmy“ Wafler, der heute (Stand 2019) am Österreichischen Leistungszentrum als Bundestrainer tätig ist. An dem Tag, an dem der Vater sein letztes Rennen bestritt, startete der Sohn bei seinem ersten.
2018 wurde Wafler österreichischer Jugend-Meister im Einzelzeitfahren auf der Straße. Bei der Bahnrad-Veranstaltung „The next Generation“ im Omnisport im niederländischen Apeldoorn stellte er gemeinsam mit Lukas Viehberger, Valentin Götzinger und Paul Buschek einen neuen österreichischen Junioren-Rekord in der Mannschaftsverfolgung (4:31,895 Minuten) auf.
Im Jahr darauf hatte Wafler auf der Bahn weitere Erfolge: So gewann er bei den Junioren-Europameisterschaften in Gent die Silbermedaille im Scratch. Bei den Junioren-Weltmeisterschaften belegte er im Omnium Platz vier und im Scratch Platz sechs. Zudem errang er in diesem Jahr mehrere nationale Titel, in der Elite- sowie in der Junioren-Klasse. 2022 wurde er Vize-Europameister der U23 im Scratch, 2023 Vize-Europameister Vize-Europameister im Omnium. Bei den Europameisterschaften der Elite 2024 gewann er Silber im Scratch. Gemeinsam mit Raphael Kokas wurde er  U23-Europameister im Zweier-Mannschaftsfahren und belegte im Scratch Platz zwei.
2025 sorgte Tim Wafler, dessen Schwerpunkt auf der Bahn liegt, österreichischer Straßenmeister, was von Medien als „Sensation“ gewertet wurde.

## Erfolge

### Bahn
2019
- Junioren-Europameisterschaft – Scratch
- Österreichischer Meister – Keirin, Zweier-Mannschaftsfahren (mit Felix Ritzinger)
- Österreichischer Junioren-Meister – Sprint, Keirin, 1000-Meter-Zeitfahren, Punktefahren, Scratch

2022
- U23-Europameisterschaft – Scratch
- Österreichischer Meister – Zweier-Mannschaftsfahren (mit Maximilian Schmidbauer)

2023
- U23-Europameisterschaft – Omnium

2024
- Europameisterschaft – Scratch
- U23-Europameister – Madison (mit Raphael Kokas)
- U23-Europameisterschaften – Scratch
- Österreichischer Meister – Ausscheidungsfahren, Punktefahren, Scratch, Omnium, Zweier-Mannschaftsfahren (mit Lorenz Ludwiczek)

2025
- Österreichischer Meister – Zweier-Mannschaftsfahren (mit Heimo Fugger)

### Straße
2018
- Österreichischer Jugend-Meister – Einzelzeitfahren

2025
- Österreichischer Meister – Straßenrennen